# Liliom (film, 1919)
Pour les articles homonymes, voir Liliom.
Pour plus de détails, voir Fiche technique et Distribution.
Liliom est un film muet hongrois réalisé par Michael Curtiz (Mihály Kertész) et sorti en 1919.

## Fiche technique
- Titre : Liliom
- Réalisation : Michael Curtiz
- Scénario : Ladislaus Vajda, d'après la pièce de théâtre de Ferenc Molnár
- Décors : Paul Fejos (Pál Fejös), Istvàn Szirontai Lhotka
- Direction artistique : Paul Fejos
- Date de sortie : Hongrie : 1919

## Distribution
- Gyula Csortos : Liliom
- Ica von Lenkeffy : Julika
- Nusi Somogyi
- Lajos Réthey
- Jeno Viragh
- Aladár Sarkady